# Józef Kaliszan

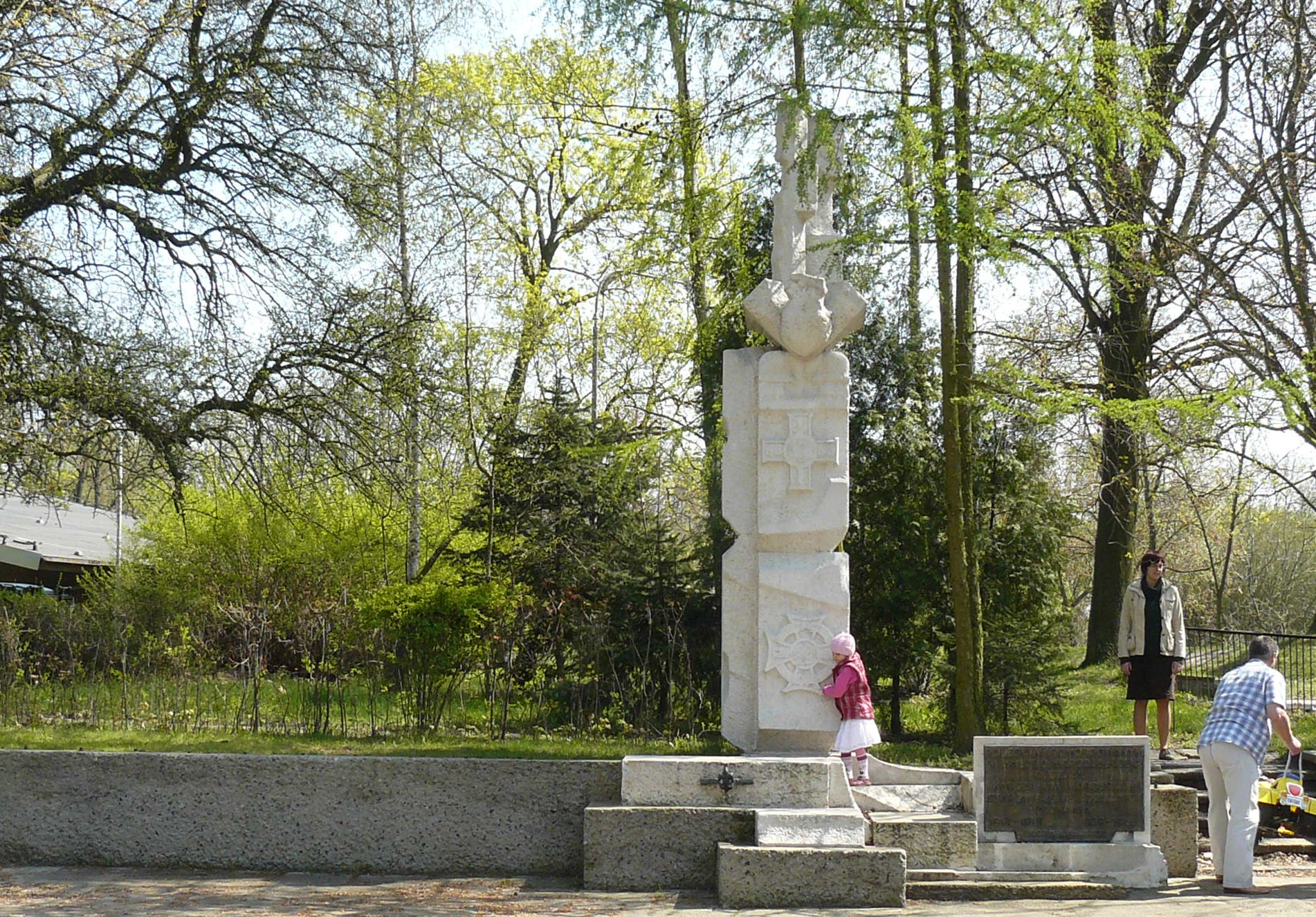
Pomnik Harcerski w Poznaniu

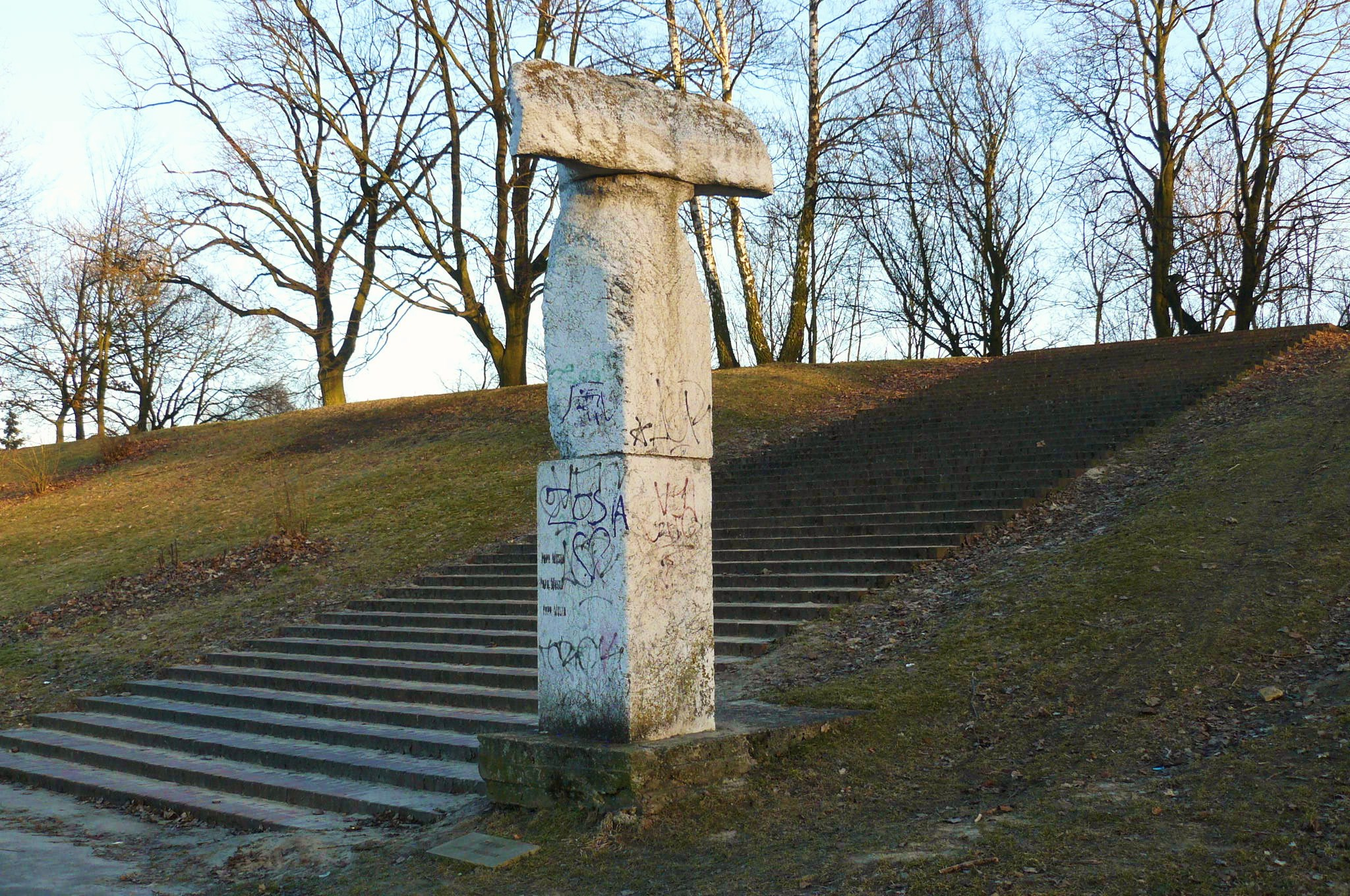
Zryw

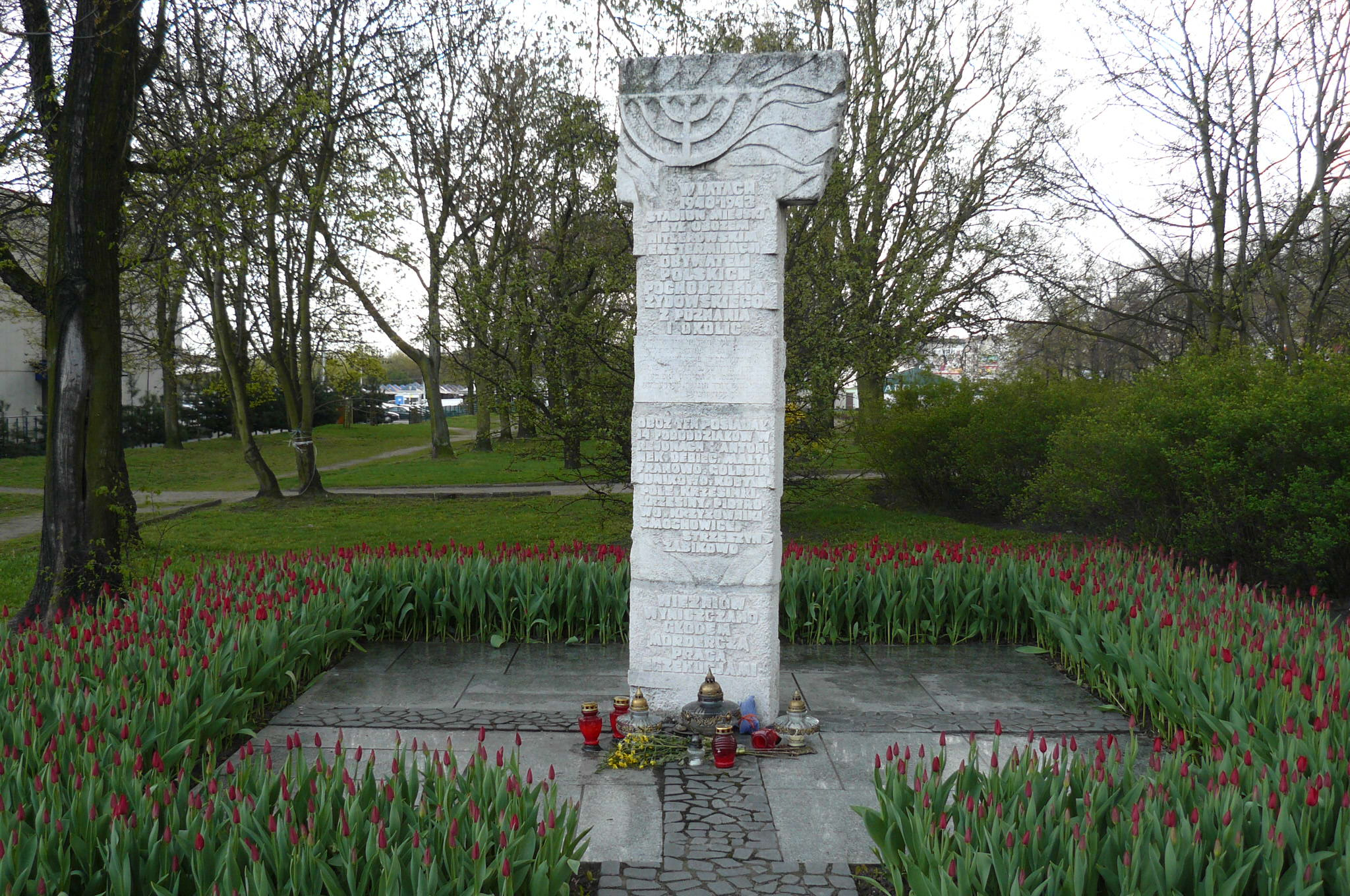
Pomnik zamordowanych Żydów

Józef Kaliszan (ur. 1927, zm. 23 lutego 2007 w Poznaniu) – polski artysta rzeźbiarz, malarz i scenograf.
Przez całe życie związany z Poznaniem, tam tworzył i wystawiał. Po zakończeniu II wojny światowej, podjął się pomocy przy odbudowie poznańskiego Starego Miasta, rekonstruując między innymi płaskorzeźby na kilku kamienicach na Starym Rynku. W latach 50. XX wieku, był jednym z czołowych twórców młodego pokolenia realizujących program tak zwanego realizmu socjalistycznego w sztuce, z tego okresu pochodzą między innymi rzeźby przedstawiające znane osobowości polskiej nauki i sztuki, oraz wystawione w Muzeum Zielonogórskim, rysunki: Brygady przy martenie, Na zebraniu gminnej rady narodowej, Żądamy pokoju, czy obrazy przedstawiające Ethel i Juliusza Rosenbergów, albo Józefa Stalina. Założycieli i jeden z czołowych twórców Poznańskiej Grupy Artystycznej R-55, która przełamała po 1956 r. dominację realizmu socjalistycznego w sztuce.
W latach 1962, 1976 i 1982 z inicjatywy Biura Wystaw Artystycznych w Poznaniu, odbyły się duże indywidualne wystawy twórczości Kaliszana. Jako rzeźbiarz był on między innymi twórcą:
- pomnika ofiar obozu pracy na Stadionie Miejskim w Poznaniu,
- pomnika w Żabikowie pod Poznaniem, upamiętniającego więźniów hitlerowskiego obozu,
- pomnika harcerskiego i rzeźby Zryw na poznańskiej Cytadeli,
- popiersia dr. Karola Marcinkowskiego w poznańskiej Akademii Medycznej,
- rzeźby Madonny w gnieźnieńskiej katedrze.

Józef Kaliszan był laureatem kilku krajowych konkursów na projekty pomników, w tym w Warszawie i Krakowie, których jednak nie zrealizowano.
Józef Kaliszan zmarł 23 lutego 2007 w Poznaniu. Miał 80 lat.